# Rada Obrony Narodu
Rada Obrony Narodu (RON) – polski ośrodek konspiracyjny stanowiący platformę współpracy i koordynujący działalność różnych podziemnych organizacji.

## Historia
Rada Obrony Narodu powstała 11 listopada 1943 r. Jednym z jej głównych inicjatorów był płk. Andrzej Petrykowski ps. „Tarnawa”, komendant główny Korpusu Bezpieczeństwa (KB). Była ona kontynuatorem działalności i linii politycznej Konsolidacji Obrońców Niepodległości, utworzonej według wytycznych Wodza Naczelnego gen. Władysława Sikorskiego. Skupiała różne konspiracyjne organizacje wojskowe, polityczne, społeczne i zawodowe. Jej prezesem był prof. Antoni Karczewski (dublowany przez Antoniego Jakubowskiego), a wiceprezesem i komisarzem obrony – płk A. Petrykowski. Działalność polityczna RON od początku kierowała się w kierunku porozumienia i współpracy z konspiracyjnym obozem komunistycznym. Pierwszy kontakt z Armią Ludową (AL) został nawiązany w grudniu 1943 r. – z upoważnienia Komendy Głównej KB – przez mjr. Józefa Płońskiego ps. „Grom”. Urwał się on w kwietniu 1944 r. po jego śmierci w walce z gestapo w Pruszkowie. W maju-czerwcu rozmowy z komunistami podjął płk A. Petrykowski. Doprowadziły one do podpisania 26 lipca umowy między KB i AL a 27 lipca z komunizującą Polską Armią Ludową (PAL). Wszystko to odbywało się za wiedzą i zgodą RON.
Rada zajmowała negatywne stanowisko w sprawie wybuchu w Warszawie powstania powszechnego, uważając, że nie ma ono realnych szans bez współdziałania ze stroną sowiecką, a spowoduje jedynie niepotrzebny rozlew krwi i zniszczenie miasta. Jednakże po jego rozpoczęciu przez Armię Krajową 1 sierpnia, KB przystąpiło do walk, współtworząc 15 września Połączone Siły Zbrojne AL, PAL i KB na czele z płk. Julianem Skokowskim z PAL. Podporządkowały się one powołanej przez komunistów Krajowej Radzie Narodowej.
Z kolei RON i KG KB wydelegowały na początku powstania warszawskiego płk. A. Petrykowskiego i jego zastępcę płk. Leona Bąkowskiego ps. „Rawicz” z zadaniem nawiązania kontaktu z dowództwem Ludowego Wojska Polskiego i Armii Czerwonej oraz premierem rządu emigracyjnego Stanisławem Mikołajczykiem, przebywającym wówczas w Moskwie. Po przekroczeniu linii frontu dotarli oni do Lublina, gdzie 14 sierpnia podporządkowali KB w imieniu RON władzy Polskiego Komitetu Wyzwolenia Narodowego. 2 października miało miejsce ostatnie posiedzenie RON.